# Streulicht

Streulicht durch Reflexion an rauen Oberflächen

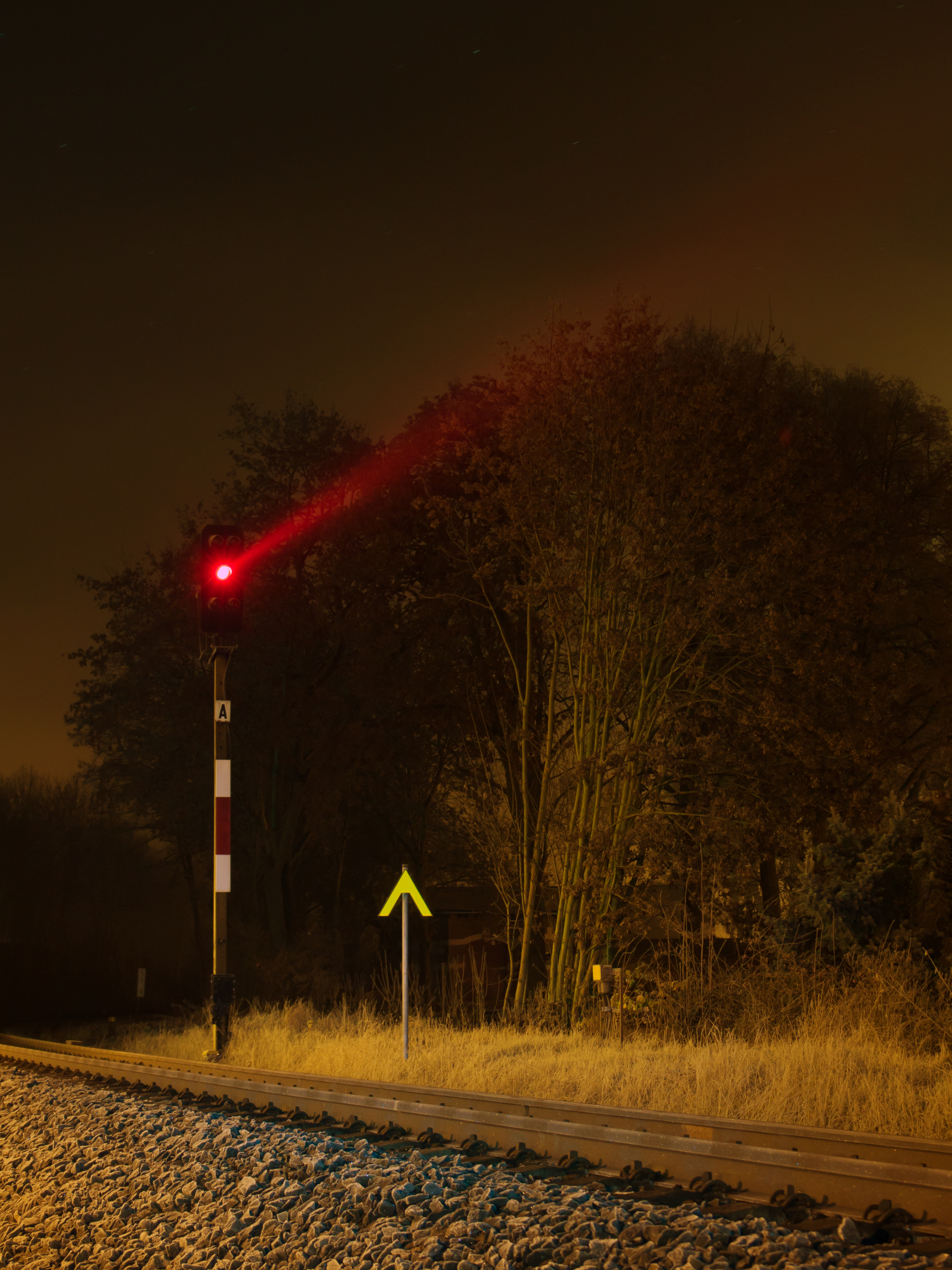
Das Licht des Signals wird am Nebel gestreut und erzeugt so den Eindruck eines Lichtstrahls.

Streulicht (englisch scattered light ‚gestreutes Licht‘) entsteht durch Streuung von Licht an Grenzflächen oder in Medien. 
Die wichtigsten Mechanismen sind:
- Streuung von Licht an rauen Oberflächen
- Streuung von Licht in der Atmosphäre durch Aerosole, Staub, Nebel[1]
  - Rayleigh-Streuung
  - Raman-Streuung
  - Tyndall-Effekt
  - Mie-Streuung
- Brillouin-Streuung